# Ищенко, Яков Андреевич
Яков Андреевич Ищенко (31 декабря 1896, Пески-Радьковские, Купянский уезд, Харьковская губерния, Российская империя — 1 апреля 1970, Москва) — советский военачальник, в годы Великой Отечественной войны командир 138-й горнострелковой дивизии и заместитель начальника тыла 46-й, 58-й и 2-й гвардейских армий. Генерал-майор (1940) РККА, генерал бригады (1944) Народного Войска Польского.

## Биография

### Ранние годы
Родился в 1896 году в селе Пески-Радьковские (ныне Боровской район Харьковской области, Украина). Украинец. В Русской императорской армии с августа 1915 года, воевал на Первой мировой войне. Сначала служил в 37-м запасном батальоне в Екатеринославе, где в 1916 году окончил учебную команду и произведён в младшие унтер-офицеры. Однако при отправке на фронт сбежал, был пойман и разжалован в рядовые. Направлен в Молодечненский 170-й пехотный полк 43-й пехотной дивизии на Юго-Западном фронте, воевал в Карпатах. Участник революционных событий 1917 года, после Февральской революции избирался в члены полкового солдатского комитета и был председателем ротного комитета.
Член РКП(б) с 1918 года. Участник Гражданской войны в России. В апреле 1918 года вступил в партизанский отряд под Изюмом, в том же году отряд влился в Красную Армию и вошёл в состав 12-го Украинского советского полка. С октября 1918 года был военным комендантом города Изюм, с ноября 1918 года — военным комиссаром 2-го Изюмского запасного стрелкового полка, с февраля 1919 года — помощником Изюмского уездного военного комиссара. С мая 1919 года воевал на Южном и Юго-Западном фронтах: командир Изюмского ударного рабочего батальона 14-й армии, командир батальона 396-го стрелкового полка 41-й стрелковой дивизии, с июля 1919 командовал этим полком, затем командовал 123-й стрелковой бригадой. За время гражданской войны воевал против германо-австрийских оккупантов на Юге-Западе России, против гайдамаков и петлюровцев, против войск генерала А. И. Деникина и против польских войск.
Проявил себя очень отважным командиром, награждён орденом Красного Знамени, а к 10-летию РККА в 1928 году награждён вторым орденом Красного Знамени, к которому также был представлен во время гражданской войны.
С января 1921 года командовал 3-м и 195-м (с апреля) полками 41-й отдельной стрелковой бригады. Активно участвовал в борьбе с бандитизмом в Харьковской губернии. С августа 1921 года был помощником Изюмского военного комиссара, с декабря 1921 — Купянский уездный военный комиссар. С мая 1923 — помощник начальника мобилизационного отдела штаба Войск Украины и Крыма. С июня 1923 — Евпаторийский городской военный комиссар, с июля 1924 — опять Купянский уездный военный комиссар. С августа 1926 по ноябрь 1929 — военный комиссар Сумского округа.
В 1930 году окончил Стрелково-тактические курсы усовершенствования комсостава РККА имени III Коминтерна «Выстрел». Сразу после их окончания направлен учиться в Военную академию РККА имени М. В. Фрунзе, которую окончил в 1934 году. С мая 1934 года — командир-военком 89-го стрелкового полка 30-й стрелковой дивизии Украинской стрелковой дивизии. С июня 1937 года — командир 15-й Сивашской стрелковой дивизией Харьковского военного округа (Николаев).

### Арест и освобождение
27 февраля 1938 года комбриг Я. А. Ищенко был арестован в Киеве, где находился в командировке. Ему предъявили серию обвинений: организация антисоветского военного заговора, сотрудничество с украинскими националистами, незаконное расходование финансовых средств (зафиксированное во время пребывания Ищенко на должностях командира 89-го стрелкового полка 30-й стрелковой дивизии и 15-й стрелковой дивизии). Арест был совершён по доносу, написанному комдивом К. Д. Капуловским, начальником штаба 89-го стрелкового полка Евстигнеевым и помощником командира полка по материально-техническому обеспечению И. П. Бойко. Ищенко признал себя виновным в растрате средств, но не признал себя виновным в контрреволюционной деятельности. 3 марта был уволен из РККА.
Ищенко содержался в тюрьме города Днепропетровск, на допросах указывал на документы и конкретные лица, которые опровергали его обвинения в контрреволюционной деятельности. Военный прокурор Харьковского военного округа бригвоенюрист М. Г. Грезов вынужден был снять обвинения в антисоветской деятельности, переквалифицировав обвинение в злоупотребление служебным положением, но 14 декабря 1939 года Я. А. Ищенко окончательно был освобождён постановлением особого отдела Харьковского военного округа (дело прекращено 8 декабря). Был восстановлен в кадрах РККА в конце января 1940 года, но ещё долго оставался без нового назначения.
В июне 1940 года назначен начальником Сухумского стрелково-пулемётного училища, которым руководил до марта 1941 года. Генерал-майор (4 июня 1940 года).
С 14 марта 1941 года — командир 138-й Краснознамённой горнострелковой дивизии. Дивизия входила в состав Закавказского военного округа.

### Великая Отечественная война
С началом Великой Отечественной войны дивизия включена в состав 45-й армии и получила задачу прикрывать государственную границу с Турцией. С 25 сентября 1941 — начальник Управления формирования и укомплектования штаба Закавказского фронта. С февраля по апрель 1942 года временно исполнял должность начальника штаба Закавказского военного округа, затем стал заместителем командующего войсками округа, а позднее — помощником командующего войсками округа по военно-учебным заведениям, в мае — начальник оперативного управления и заместитель командующего войсками Закавказского фронта. С августа 1942 года занимал пост заместителя командующего 46-й армией по тылу — начальником тыла армии. С ноября 1942 года —  заместитель командующего 2-й гвардейской армией по тылу — начальник тыла армии. С июля 1943 года — заместитель начальника тыла Степного фронта (с октября переименован в 2-й Украинский фронт), одновременно в августе-ноябре 1943 года был начальником тыла 58-й армии. Затем был начальником штаба тыла Закавказского фронта до августа 1944 года.
В июне 1944 года направлен в Войско Польское, где произведён в генералы бригады. 8 августа 1944 года назначен Верховным командованием Войска Польского на должность начальника тыла Войска Польского. До 15 октября организовал Главную интендантскую службу Войска Польского, служил главным интендантом Народного Войска Польского. В ноябре 1944 года по болезни освобождён от должности, лечился в госпитале в Тбилиси.

### После войны
С февраля 1945 года генерал-майор Ищенко служил заместителем командующего Белорусским военным округом по материально-техническому обеспечению. С февраля 1946 года — заместитель командующего армией по тылу — начальник тыла 3-й армии Белорусского ВО. С июня 1947 года — помощник по материально-техническому обеспечению, а с января 1949 — заместитель начальника Артиллерийской академии имени Ф .Э. Дзержинского по снабжению — начальник материально-технического обеспечения. В запасе с октября 1952 года.
Скончался 1 апреля 1970 года в Москве, похоронен на Котляковском кладбище.

## Воинские звания
- рядовой
- краском
- полковник (29.01.1936)
- комбриг (15.06.1937);
- генерал-майор (4.06.1940)[7][5].
- генерал бригады

### Награды
- Орден Ленина (21.02.1945)[1][4]
- четыре ордена Красного Знамени (24.02.1921[8], 25.09.1928[1][4], 3.11.1944, 24.06.1948)[9]
- два ордена Отечественной войны I степени (11.01.1944[1][4][10], 22.02.1944)
- Орден Красной Звезды (22.01.1942)[1][4]
- Медаль «За оборону Сталинграда»
- Медаль За оборону Кавказа
- Другие медали СССР

### На польском
- Henryk Piotr Kosk. Generalicja polska. — Pruszków: Oficyna Wydawnicza «Ajaks», 1998. — Т. I.
- Maciej Szczurowski. Dowódcy Wojska Polskiego na froncie wschodnim 1943-1945. Słownik biograficzny. — wyd. II uzupełnione. — Pruszków: Oficyna Wydawnicza «Ajaks», 1996. — ISBN 83-87103-08-X.
- Edward Jan Nalepa. Oficerowie Armii Radzieckiej w Wojsku Polskim 1943-1968. — Warszawa: Wydawnictwo Bellona, 1995. — ISBN 83-11-08353-3.
- Jakub Iszczenko. Organizacja i działania bojowe Ludowego Wojska Polskiego w latach 1943-1945. Wybór materiałów źródłowych. — Warszawa: Wydawnictwo Ministerstwa Obrony Narodowej, 1958. — Т. I.